# 帕西拉克
帕西拉克（法語：Passirac，法語發音：[pasiʁak]）是法国夏朗德省的一个市镇，属于干邑区。

## 地理
帕西拉克（45°20'45"N, 0°3'50"W）面积14.67 平方千米，位于法国新阿基坦大区夏朗德省，该省份为法国西部内陆省份，北起德塞夫勒省和维埃纳省，东临上维埃纳省，东南至多尔多涅省，南至多爾多涅省，西接滨海夏朗德省。
与帕西拉克接壤的市镇（或旧市镇、城区）包括：贝尔讷伊、布罗萨克、沙蒂尼亚克、希亚克、吉藏雅尔、圣苏利娜。

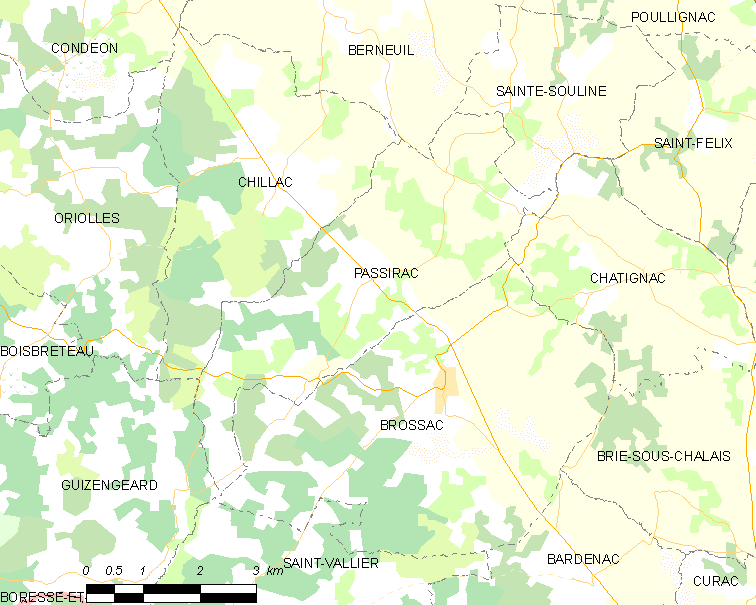
帕西拉克的OSM定位图

帕西拉克的时区为UTC+01:00、UTC+02:00（夏令时）。

## 行政
帕西拉克的邮政编码为16480，INSEE市镇编码为16256。

## 政治
帕西拉克所属的省级选区为夏朗德南县。

## 人口

1962-2008年间帕西拉克人口变化图示

帕西拉克于2022年1月1日时的人口数量为251人。